# Liste der Biografien/Puv
Liste der Biografien |
Portal Biografien |
Personensuche
# |
A |
B |
C |
D |
E |
F |
G |
H |
I |
J |
K |
L |
M |
N |
O |
P |
Q |
R |
S |
T |
U |
V |
W |
X |
Y |
Z |
?
 
Pa |
Pc |
Pe |
Pf |
Ph |
Pi |
Pj |
Pk |
Pl |
Pm |
Pn |
Po |
Pr |
Ps |
Pt |
Pu |
Pv |
Pw |
Py
 
Pua |
Pub |
Puc |
Pud |
Pue |
Puf |
Pug |
Puh |
Pui |
Puj |
Puk |
Pul |
Pum |
Pun |
Puo |
Pup |
Pur |
Pus |
Put |
Puu |
Puv |
Puy |
Puz
Die Liste der Biografien führt alle Personen auf, die in der deutschsprachigen Wikipedia einen Artikel haben. Dieses ist eine Teilliste mit 7 Einträgen von Personen, deren Namen mit den Buchstaben „Puv“ beginnt.

## Puv

### Puvi
- Puviani, Amilcare (1854–1907), italienischer Finanzökonom
- Puvis de Chavannes, Pierre (1824–1898), französischer MalerPierre Puvis de Chavannes (1824–1898)

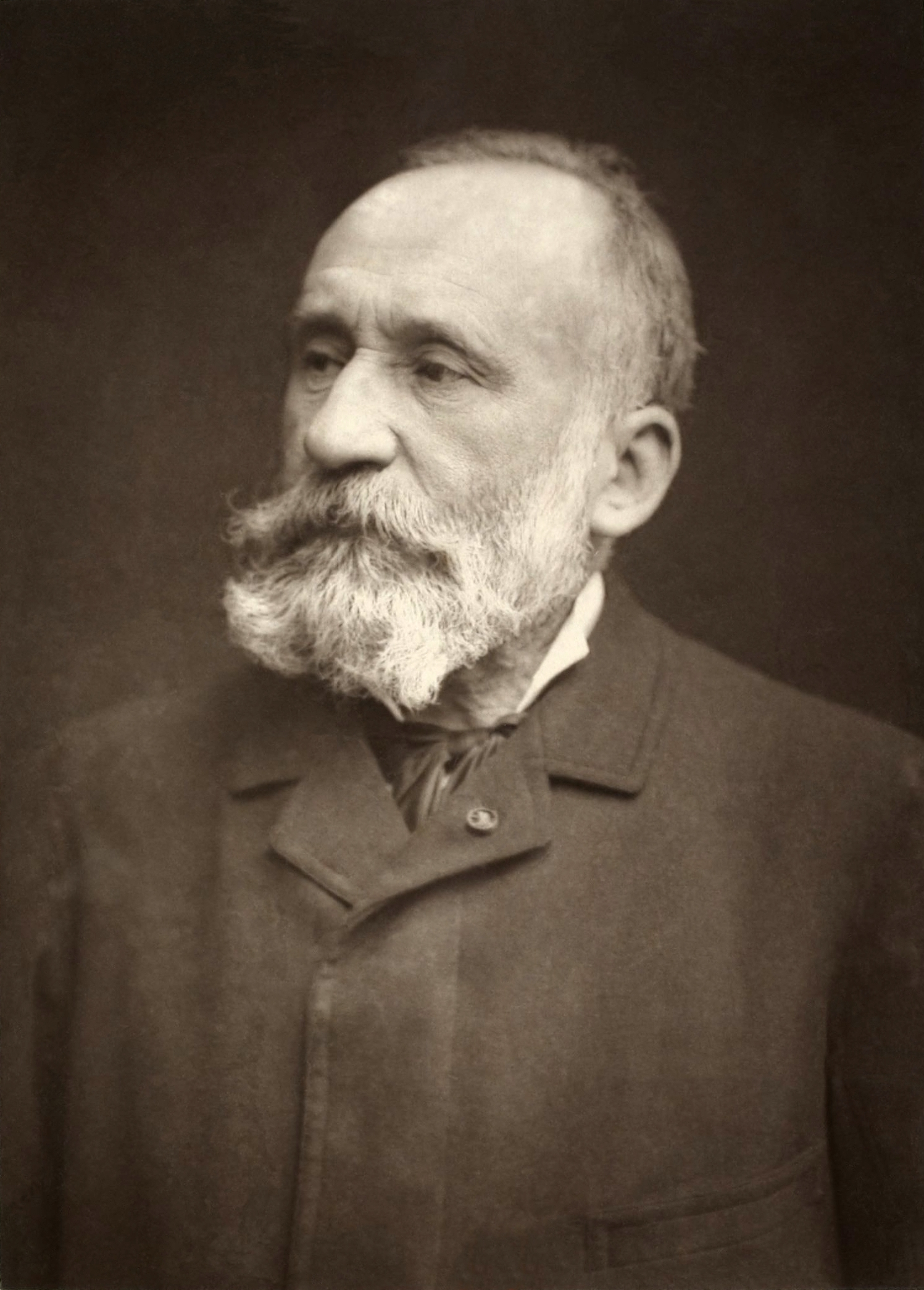
Pierre Puvis de Chavannes (1824–1898)

### Puvo
- Puvogel, Friedrich (1836–1907), deutscher Drucker, Verleger und Kommunalpolitiker
- Puvogel, Hans (1911–1999), deutscher Jurist und Politiker (CDU), MdL
- Puvogel, Heinz (1891–1980), deutscher Unternehmer
- Puvogel, Renate (* 1935), deutsche Kunstkritikerin und Autorin

### Puvr
- Puvrez, Emma (* 1997), belgische Hockeyspielerin